# Smrečje (Chorwacja)
Smrečje – wieś w Chorwacji, w żupanii primorsko-gorskiej, w mieście Čabar. W 2011 roku liczyła 71 mieszkańców.